# عارف رمضان
من مؤسسي جمعية الوفاق البيروتية وعضوا مجلس شورى ولاية بيروت . ولد عارف عبد الغني رمضان في باطن بيروت سنة 1860 م ، تلقى علومه في حلقات علمها ، ساهم مع سعد الدين لاوند بتأسيس جمعية الوفاق البيروتية ، عينه والي بيروت محمد البابان عضوا في مجلس شورى ولاية بيروت سنة 1890 م كما تولى دفتر دار ماليتها وتراس الهلال الأحمر العثماني فيها ، ثم مستشار في ديوان واليها  سنة 1895 م ، كما عينه عضوا في لجنة توسيع ميناء العاصمة ، في حين انه ساهم بتأسيس بلديتها ، وقد وافته المنية في بيروت  سنة 1909 م .